# Platin(IV)-bromid
Platin(IV)-bromid ist eine anorganische chemische Verbindung des Platins aus der Gruppe der Bromide.

## Gewinnung und Darstellung
Platin(IV)-bromid kann durch Reaktion von Platinbromwasserstoffsäure H2[PtBr6]·9H2O (welche durch Reaktion von Platin mit Bromwasserstoffsäure dargestellt werden kann) mit Brom gewonnen werden.
Sie kann auch durch Reaktion von Platin mit Brom gewonnen werden, wobei die Reaktion sehr langsam abläuft.

## Eigenschaften
Platin(IV)-bromid ist ein dunkelroter bis schwarzvioletter Feststoff, der löslich in Wasser zu H2[PtBr4(OH)2] ist. Er ist sehr leicht löslich in Ethanol und in Ether und besitzt eine orthorhombische Kristallstruktur mit der Raumgruppe Pbca (Raumgruppen-Nr. 61) und den Gitterparametern a = 1199 pm, b = 1365 pm und c = 633 pm.